# Jagienka ze Zgorzelic
Jagienka ze Zgorzelic – postać literacka występująca w powieści Henryka Sienkiewicza Krzyżacy.

## Rodzina i pochodzenie Jagienki
Jagienka była córką Zycha i Małgorzaty. Po śmierci matki dziewczyna była zmuszona zająć się młodszym rodzeństwem i gospodarstwem, szczególnie gdy ojciec wyjeżdżał na wojny. Rodzina mieszkała w Zgorzelicach koło Krześni. Jej ojciec, Zych, zginął w czasie napadu na dwór księcia oświęcimskiego, u którego przebywał w gościnie. Jej chrzestnym był opat, po którym odziedziczyła ziemie. Po ślubie ze Zbyszkiem młodzi posiadali Moczydoły, Bogdaniec, Spychów i ziemie opackie. Osiedlili się jednak w Bogdańcu, gdzie Maćko wybudował kasztel. Mieli czwórkę dzieci: Maćka i Jaśka, Zycha oraz Juranda. Na początku powieści Jagienka miała 15 lat, a pod koniec ok. 25 lat.

## Charakter Jagienki
Jagienka była bardzo inteligentną dziewczyną. Na każdy temat miała swoje zdanie i nie zdarzało się raczej, żeby było ono mylne.
Na każdy problem potrafiła wymyślić sensowne rozwiązanie, co nie zawsze podobało się Maćkowi, bo uważał, że niewiasty nie powinny wtrącać się w takie rzeczy. Lecz i tak żywił do niej ogromną sympatię. Świetnie dogadywała się z ludźmi i nie było osoby, która by jej nie lubiła. A i ona nigdy do nikogo nie chowała urazy. Była pobożna i mimo przykrości, jaką sprawiała jej myśl, że Zbyszko woli być z Danusią, Jagienka modliła się o jej zdrowie i szczęście. Wszystkim służyła serdeczną i bezinteresowną pomocą.

## Upamiętnienie
- We Wrocławiu na osiedlu Żerniki znajduje się ulica Jagienki,[2] jak również w Spychowie, w Białymstoku oraz w Łodzi.
- W filmie Krzyżacy z 1960 r. w reżyserii Aleksandra Forda w roli Jagienki wystąpiła Urszula Modrzyńska[3].